# Волчји Поток
Волчји Поток (словен. Volčji Potok) је насељено место у општини Камник, Средњесловенска регија, Словенија.

## Историја
До територијалне реорганизације у Словенији био је у саставу старе општине Камник.

## Становништво
У попису становништва из 2011. Волчји Поток је имао 381 становника.
| Број становника према пописима | Број становника према пописима | Број становника према пописима |
| ------------------------------ | ------------------------------ | ------------------------------ |
| 1991                           | 2002                           | 2011                           |
| 306                            | 367                            | 381                            |

Напомена: Године 2006. увећано за део насеља Рудник при Радомљах.

## Галерија
- Волчји Поток
- арборетум, детаљ
- арборетум, стаза
- арборетум, језеро
- зеленило
- детаљ
- детаљ
- пејзаж
- остаци старог замка